# El Considerat
El Considerat fou un setmanari d’opinió política i social català publicat entre el 18 de novembre de 1932 i el 3 de març de 1933. ‘El Considerat’ era una publicació anònima i se’n desconeix qui podria haver impulsat la publicació. Tampoc es té constància dels redactors i col·laboradors que van escriure els articles d’El Considerat durant les 16 publicacions que es van imprimir. El setmanari tenia una línia ideològica clarament marcada a favor de la Lliga Regionalista i, per tant, era catalanista amb una tendència favorable a la burgesia.

## Context històric
De la primera a l’última de les publicacions, El Considerat va conviure amb la Segona República Espanyola. Aquesta etapa de la història d’Espanya va afavorir la proliferació de la llibertat d’expressió i de premsa i és per això que en l’àmbit català, s'anomena la dècada de 1930 com ‘La Dècada Daurada’ en referència al periodisme. En aquesta etapa la societat catalana estava plenament industrialitzada i comptava amb una ciutadania en general alfabetitzada i a més gran part dels lectors eren cultivats.
Per això, i a causa del salt endavant en les llibertats adquirides durant la Segona República, la premsa va viure un gran creixement i segons l'Associació de Publicacions Periòdiques en Català (Appec),  unes tres-centes publicacions periòdiques es van fundar durant aquests anys entre elles El Considerat.
Pel que fa a aquesta publicació, s'enquadra en els inicis de la República i a Barcelona, ambient que estava fortament marcat pel predomini del catalanisme (amb el qual la publicació convergia) i pel govern de Francesc Macià, el qual era un dels principals punts de crítica d‘El Considerat.

## Naixement
La primera impressió d‘El Considerat, es va produir el 18 de novembre de 1932, els dies previs a unes eleccions al parlament de Catalunya que acabarien proclamant Lluís Companys president el 6 de desembre d’aquell mateix any. El considerat es va presentar amb els següents paràgrafs als seus lectors, i diuen: “Una de les coses més considerables que s'observen avui a Catalunya és la ràbia que s'apodera d'una part de l'opinió quan algú diu la veritat i exposa objectivament un fet o un seguit de fets. El senyor Macià fa un any i mig que té tot el poder de Catalunya concentrat a la mà. El senyor Macià, durant aquest temps, ha comés les més grans barrabassades, s'ha equivocat gairebé sempre, ha rebaixat enormement el to general del país, ha instaurat a Catalunya un govern que oscil·la entre un feixisme lerrouxista inconfessable i una anarquia general. Tothom ho sap això; una gran majoria del poble català sofreix les conseqüències del pas d'a quest home per la nostra política; tot hom, llevat de quatre eixerits que mamen sense parar, se sent defraudat, traït i decebut. I així i tot, no ha estat possible encara explicar aquest home, demostrar que el Macià d'avui és el Macià de sempre, que tot el que passa és la conseqüència mateixa de la preponderància que té aquest home en la nostra vida política i social“.
Així doncs, es donava a conèixer El Considerat al públic, però no només aquest fragment suposava una carta de presentació. Immediatament al costat d’aquest fragment titulat “El Considerat Saluda”, ja es trobava el primer article del setmanari a tres columnes titulat “Història breu i compendiada del venerable Sr Francesc Macià protector dels humils”, que amb ironia (com podem veure al títol) ja deixava clara la visió que tenien de Macià dos dies abans de les eleccions, a les quals es presentava com a cap de llista per Esquerra Republicana de Catalunya.

## Història
El considerat malgrat que va ser una revista que va tenir una vida curta, no hi ha evidències de què tingués una vida convulsa. No consta cap prohibició ni cap suspensió. Tampoc es preserven més que set de les publicacions en versió digital i no es tenen dades al respecte els articulistes i col·laboradors, ja que aquest era anònim. Tot això fa pensar i es podria especular que o bé la publicació va haver de deixar de ser impresa per falta de capital o bé si un es malpensa més, que justament és molta coincidència que la primera publicació coincideixi amb unes eleccions, i que en ser anònim podria ser que fos un projecte impulsat per la mateixa Lliga Regionalista, i que un cop va deixar de tenir interès publicar El Considerat simplement es va deixar de fer. Tot son especulacions però, ja que tal com es conserva el fragment fundacional, no hi ha constància de cap exemplar de lúltima publicació, del 3 de març de 1933.

## Continguts i seccions
Consideracions: Era la secció principal i la que donava sentit al nom del setmanari. La secció exposava una sèrie d’opinions polítiques no desenvolupades extensament, ja que normalment aquestes eren esteses posteriorment en altres seccions de la publicació. Per tant, les consideracions eren una sèrie d’opinions curtes respecte a l’actualitat, normalment en positiu i en elogi al tractar-se de consideracions.
Desconsideracions: En contrapunt a les consideracions, els autors també tenien criticisme amb alguns estrats socials i polítics. Per tant, en una altra part de les quatre pàgines i havia una secció que recollia opinions crítiques condensades en una columna, la de les desconsideracions.
Personatges del dia: En aquesta secció, no es destacaven personalitats polítiques per la seva feina sinó que era una secció per a deslegitimar i desprestigiar adversaris polítics. Normalment era de tall negatiu i criticaven personatges afins a la ideologia d’esquerres. Francesc Farreras i Duran, Antoni Rovira i Virgili, Jaume Serra i Húnter i Pere Màrtir Rossell i Vilar van ser alguns dels homes a qui es va dedicar aquesta secció.
Realitats: En aquesta secció, així com les consideracions i les desconsideracions eren opinió, diuen els mateixos textos corresponents a aquesta secció que tot l'exposat en aquestes columnes son fets irrefutables. Tenint en compte que el caràcter valoratiu del setmanari és el que el defineix, és si més no dubtós que s'exposaven només fets.
Lletres protestades: Una sèrie de crítiques curtes a discursos o comunicats fets pels governants d’esquerra.
Altres: Cada setmana segons el que estava d’actualitat hi havia diferents seccions i articles d’un o d’un altre caire. Tots tenien relació amb política o societat i normalment estaven lligats a un esdeveniment o bé a una declaració o acció d’un personatge polític.
Última hora: La secció de caràcter més informatiu en la que es repassaven diferents notícies destacades de la setmana no tractades, o poc, en els articles prèviament escrits.
Poemes i versos: També polititzats i satírics amb un to burlesc i com no normalment crític amb els sectors d’esquerres.
Vinyetes, caricatures, il·lustracions i auques: A vegades acompanyaven alguna secció per fer-la més visual i d'altres eren una secció en si, sobretot en el cas de les auques. Era una forma de fer més clar i curiós el missatge mitjançant dibuixos caricaturitzats i certament amb intencionalitat.

## Estil
El Considerat va adoptar una forma de redacció molt pròpia i amb un to irònic sobretot al respecte l’oposició política. En les seves crítiques a l'esquerra, El Considerat fa servir un seguit de paraules aparentment amb connotacions positives per a contraposar-les amb crítiques així fent servir la ironia i un to crític i humorístic amb els rivals polítics.
Aquest estil de redacció se suma a una aparent formalitat que dota a aquest discurs d’encara més sarcasme i força còmica. A més el fet d’acompanyar els textos d’imatges i vinyetes caricaturitzades i els poemes doten la publicació periòdica d’un estil característic.
D’altra banda, tot i l’amabilitat del llenguatge, el missatge és molt clar en contra d’uns i a favor d’uns altres. La crítica a l'esquerra catalanista és constant i també a algunes institucions de l'estat com la Guàrdia Civil. Darrere l’amabilitat i la sàtira del diari s'amaga una intencionalitat molt clara i una posició clarament favorable a un sector de la societat catalana molt concret.